# 羅淇
羅淇（？-？），字衞水，浙江省紹興府會稽縣（今紹興市）人，康熙十八年（1679年）武科狀元，官至從二品的湖州副將，擅長擘窠書，被評價似米芾之氣魄。